# 大江山口內宮站
大江山口內宮站（日语：／ Ōeyamaguchi-naiku eki */?）是位於京都府福知山市大江町內宮，WILLER TRAINS（京都丹後鐵道）的宮福線車站。車站編號為F10。福知山市鐵道使用增進協議會定此站的愛稱為「元伊勢內宮站」，該愛稱取自車站鄰近的皇大神社（元伊勢內宮）。

## 歷史
- 1988年（昭和63年）7月16日 - 宮福鐵道（現時：北近畿丹後鐵道）宮福線開通，此站啟用[1]。
- 2015年（平成27年）4月1日 - 由WILLER TRAINS接管車站，成為京都丹後鐵道宮福線車站。

## 車站構造
車站是一座地面車站，設有1面2線島式月台，可進行列車交會。車站是於彎位上，宮津方向的列車會在此站轉向右邊。
此站是無人車站，沒有車站大樓和自動售票機。位於路堤下的車站出入口設有樓梯直接連接月台。在觀光中心前設有多用途廁所。
在配線上，1號月台為上下行本線和一線通過結構。兩方向的通過列車會使用1號月台，由於車站是在彎位上，通過列車的速度制陽為85km/h。在停站列車中，通常使用方向性月台。但是當相反方向的通過列車通過此站時，下行列車會使用2號月台（副本線）。另外，設有以此站為終點或起點的列車班次。

### 月台
| 月台 | 路線    | 上下行 | 方向             | 備註                |
| ---- | ------- | ------ | ---------------- | ------------------- |
| 1    | ■宮福線 | 下行   | 宮津、天橋立方向 | 部分班次使用2號月台 |
| 2    | ■宮福線 | 上行   | 福知山方向       |                     |

## 車站周邊
車站位於山谷之間。西邊設有京都府道並行。
- 京都府道9號綾部大江宮津線（日语：京都府道9号綾部大江宮津線）
- 皇大神社（日语：皇大神社 (福知山市)）
- 大江山（日语：大江山）方向入口

## 巴士路線
巴士站位於站前的府道麼9號上。下列巴士路線於年尾年頭、星期六和假日暫停服務。
- 福知山市　大江巴士　大江山之家線「大江山口內宮站前」巴士站
  - 前往大江山之家
  - 前往大江站、天津出會(經公庄站前)

## 使用狀況
以下為近年1日平均乘車人次列表：
| 乘車人次變化 | 乘車人次變化    |
| 年度         | 1日平均乘車人次 |
| ------------ | --------------- |
| 1999         | 22              |
| 2000         | 14              |
| 2001         | 14              |
| 2002         | 5               |
| 2003         | 8               |
| 2004         | 3               |
| 2005         | 5               |
| 2006         | 8               |
| 2007         | 8               |
| 2008         | 12              |
| 2009         | 10              |
| 2010         | 6               |
| 2011         | 4               |
| 2012         | 5               |
| 2013         | 4               |
| 2014         | 5               |
| 2015         | 3               |
| 2016         | 9               |
| 2017         | 8               |
| 2018         | 8               |

## 相鄰車站
WILLER TRAINS（京都丹後鐵道）
宮福線
- 快速「大江山」、「丹後青松」停車站

二俁（F9）－大江山口內宮（F10）－辛皮（F11）

## 注腳
1. 1 2  曾根悟（監修）. 朝日新聞出版分冊百科編集部（編集） , 编. . 週刊朝日百科. 14号 神戸電鉄・能勢電鉄・北条鉄道・北近畿タンゴ鉄道. 朝日新聞出版. 2011-06-19: 28 （日语）.
2. ↑   (新闻稿). 福知山市. 2015-03-31  [2015-05-04]. （原始内容存档于2015-05-03） （日语）.
3. ↑  京都府統計書（〜2007年、2014年〜）
4. ↑  福知山市統計書（2008〜2013年）

## 外部連結
- 大江山口內宮站 （页面存档备份，存于）（日語） - 京都丹後鐵道